# Oberwil Rebells
Die Oberwil Rebells sind ein 2000 gegründeter Streethockeyclub in der Schweiz. Sie stammen ursprünglich aus der Ortschaft Oberwil bei Zug in der Gemeinde Zug im Kanton Zug. Die Rebells spielen seit 2004 in der Nationalliga A der Swiss Streethockey Association.

## Geschichte
Die Oberwil Rebells wurden am 19. April 2000 gegründet. Entstanden sind sie aus einer Abspaltung der damalige 2. Mannschaft von den Zug Cormorants 97. Der Aufstieg der Rebells führte rasant nach oben. Bereits in der ersten Saison holte man sich den Titel in der 1. Liga und schaffte den sofortigen Aufstieg in die Nationalliga B. Dort wurde man nach einem dritten und zweiten Platz schliesslich in der Saison 2003/2004 ebenfalls Meister und schaffte somit nur vier Jahre nach der Gründung den Aufstieg in die höchste Spielklasse. Auch dort dauerte die Anpassungszeit nur ganz kurz. Das erste NLA-Jahr schlossen die Rebells auf dem dritten Schlussrang ab. Im gleichen Jahr holen die Rebells mit dem Cupsieg den ersten nationalen Titel. Dieser Cupsieg war ein erster Vorbote für die Dominanz, welche die Rebells in den kommenden Jahren im Schweizer Streethockey haben sollten. 7-mal in Folge zwischen 2006 und 2012 holte sich Oberwil den Meistertitel, dazu gesellten sich 6 Vollerfolge im Schweizercup. Damit mauserten sich die Rebells zum erfolgreichsten Schweizer Streethockeyverein der Geschichte. Auch die internationale Bühne wurde von Oberwil in Besitz genommen – 2011 und 2012 krönten sich die Rebells mit dem Sieg am Europacup als bestes Streethockeyteam Europas.

## Sportliche Erfolge
- Europacup-Sieger: 3× (2011, 2012, 2015)
- Schweizermeister: 13× (2006–2012, 2014–2019) / 2020 und 2021 keine Titelvergabe
- Vize-Schweizermeister: 2013
- 3. Platz: 2005
- Cupsieger: 9× (2005–2007, 2009–2011, 2015, 2018, 2019)
- Cupfinalist: 2008, 2012, 2016[1]
- Junioren A Schweizermeister: 7× (2002, 2004, 2014–2016, 2018, 2019)
- Junioren A Vize-Schweizermeister: 6× (2001, 2005, 2007, 2012, 2013, 2017)
- Junioren B Schweizermeister: 9× (2003, 2004, 2010–2012, 2015–2017, 2019)
- Junioren B Vize-Schweizermeister: 2014
- Junioren B Cupsieger: 2016, 2019
- Junioren B Cupfinalist: 2015
- Junioren C Schweizermeister: 7× (2008, 2009, 2012–2014, 2016, 2017)
- Junioren C Vize-Schweizermeister: 4× (2007, 2011, 2018, 2019)
- Junioren C Cupsieger: 4× (2016, 2018, 2019, 2022)